# Saramzalino
Saramzalino (makedonska: Сарамзалино) är en ort i Nordmakedonien. Den ligger i kommunen Lozovo, i den centrala delen av landet, 50 kilometer sydost om huvudstaden Skopje. Saramzalino ligger 277 meter över havet och antalet invånare är 106.